# Віктор Капачо
Віктор Уго Капачо Пінто (ісп. Víctor Hugo Capacho Pinto; нар. 22 лютого 1968) — колумбійський борець греко-римського стилю, срібний призер чемпіонату Центральної Америки, срібний та бронзовий призер Панамериканських чемпіонатів, срібний призер Панамериканських ігор, бронзовий призер Південноамериканських ігор, срібний та бронзовий призер Центральноамериканських і Карибських ігор, чемпіон та бронзовий призер Боліваріанських ігор, чемпіон Тихоокеанських ігор, учасник Олімпійських ігор.

## Життєпис
Боротьбою почав займатися з 1981 року.
Виступав за борцівський клуб «Hana Hara» Калі. Тренер — Карлос Даза.

## Спортивні результати на міжнародних змаганнях

### Виступи на Олімпіадах
| Змагання                    | Збірна   | Вагова категорія                 | Місце |
| --------------------------- | -------- | -------------------------------- | ----- |
| Літні Олімпійські ігри 1988 | Колумбія | греко-римська боротьба, до 48 кг | AC    |

### Виступи на Чемпіонатах світу
| Змагання                        | Збірна   | Вагова категорія                 | Місце |
| ------------------------------- | -------- | -------------------------------- | ----- |
| Чемпіонат світу з боротьби 1987 | Колумбія | греко-римська боротьба, до 48 кг | 12    |
| Чемпіонат світу з боротьби 1989 | Колумбія | греко-римська боротьба, до 57 кг | 10    |
| Чемпіонат світу з боротьби 1991 | Колумбія | греко-римська боротьба, до 57 кг | 18    |
| Чемпіонат світу з боротьби 1995 | Колумбія | греко-римська боротьба, до 57 кг | 24    |
| Чемпіонат світу з боротьби 1997 | Колумбія | греко-римська боротьба, до 58 кг | 26    |
| Чемпіонат світу з боротьби 1998 | Колумбія | греко-римська боротьба, до 58 кг | 30    |

### Виступи на Панамериканських чемпіонатах
| Змагання                                   | Збірна   | Вагова категорія                 | Місце  |
| ------------------------------------------ | -------- | -------------------------------- | ------ |
| Панамериканський чемпіонат з боротьби 1987 | Колумбія | греко-римська боротьба, до 48 кг | Срібло |
| Панамериканський чемпіонат з боротьби 1989 | Колумбія | греко-римська боротьба, до 57 кг | Бронза |
| Панамериканський чемпіонат з боротьби 2000 | Колумбія | греко-римська боротьба, до 54 кг | 11     |
| Панамериканський чемпіонат з боротьби 2002 | Колумбія | греко-римська боротьба, до 60 кг | 4      |

### Виступи на Панамериканських іграх
| Змагання                  | Збірна   | Вагова категорія                 | Місце  |
| ------------------------- | -------- | -------------------------------- | ------ |
| Панамериканські ігри 1991 | Колумбія | греко-римська боротьба, до 57 кг | Срібло |

### Виступи на Південноамериканських іграх
| Змагання                       | Збірна   | Вагова категорія                 | Місце  |
| ------------------------------ | -------- | -------------------------------- | ------ |
| Південноамериканські ігри 1998 | Колумбія | греко-римська боротьба, до 58 кг | Бронза |

### Виступи на Чемпіонатах Центральної Америки
| Змагання                                      | Збірна   | Вагова категорія                 | Місце  |
| --------------------------------------------- | -------- | -------------------------------- | ------ |
| Чемпіонат Центральної Америки з боротьби 1990 | Колумбія | греко-римська боротьба, до 52 кг | Срібло |

### Виступи на Центральноамериканських і Карибських іграх
| Змагання                                     | Збірна   | Вагова категорія                 | Місце  |
| -------------------------------------------- | -------- | -------------------------------- | ------ |
| Центральноамериканські і Карибські ігри 1990 | Колумбія | греко-римська боротьба, до 52 кг | Срібло |
| Центральноамериканські і Карибські ігри 1998 | Колумбія | греко-римська боротьба, до 60 кг | Бронза |

### Виступи на Боліваріанських іграх
| Змагання                 | Збірна   | Вагова категорія                 | Місце  |
| ------------------------ | -------- | -------------------------------- | ------ |
| Боліваріанські ігри 1989 | Колумбія | греко-римська боротьба, до 52 кг | Бронза |
| Боліваріанські ігри 1997 | Колумбія | греко-римська боротьба, до 58 кг | Золото |

### Виступи на Тихоокеанських іграх
| Змагання                | Збірна   | Вагова категорія                 | Місце  |
| ----------------------- | -------- | -------------------------------- | ------ |
| Тихоокеанські ігри 1995 | Колумбія | греко-римська боротьба, до 57 кг | Золото |

### Виступи на інших змаганнях
| Змагання                                                             | Збірна   | Вагова категорія                 | Місце |
| -------------------------------------------------------------------- | -------- | -------------------------------- | ----- |
| Панамериканський Олімпійський кваліфікаційний турнір з боротьби 1996 | Колумбія | греко-римська боротьба, до 57 кг | 4     |